# Бранислав Томић
Бранислав Томић (Чачак, 12. фебруара 1995) српски је фудбалер који тренутно наступа за Раднички из Ниша.

## Каријера
Томић је у августу 2012. потписао стипендијски уговор са чачанским Борцем. После омладинског стажа отишао је на позајмицу Полету из Љубића за сезону 2014/15. Током лета 2015. године тренирао је са екипом Зете, али се потом вратио у матични Борац где је прикључен првом тиму. У Суперлиги Србије дебитовао је код тренера Ненада Лалатовића у 8. колу такмичарске 2015/16, ушавши у игру уместо Филипа Кнежевића пред крај сусрета са Јагодином. До краја календарске године наступио је на још неколико утакмица, а пред други део сезоне поново је прослеђен српсколигашу Полету. Сезону је окончао са Борцем, ушавши у игру у последњем колу против Вождовца. Са Борцем је одрадио и летње припреме пред наредну сезону, али је крајем прелазног рока раскинуо уговор и напустио клуб. Каријеру је затим наставио у екипи Металца из Горњег Милановца, са којим је потписао трогодишњи уговор. У зимском прелазном року 2019. године прешао је у ОФК Бачку у Бачке Паланке, а одатле је наредног лета отишао у Инђију. Једну сезону провео је у Новом Пазару, док је у августу 2021. потписао за нишки Раднички. Клуб је напустио крајем новембра 2022.

## Статистика

### Клупска
Ажурирано 25. новембра 2022.
|                         |          |                   |     |    |   |   |   |   |   |   |     |    |  |  |
| Полет Љубић (позајмица) | 2014/15. | Српска лига Запад | 23  | 4  | — | — | — | — | — | — | 23  | 4  |  |  |
| Полет Љубић (позајмица) | 2015/16. | Српска лига Запад | 8   | 0  | — | — | — | — | — | — | 8   | 0  |  |  |
| Полет Љубић (позајмица) | Укупно   | Укупно            | 31  | 4  | — | — | — | — | — | — | 34  | 1  |  |  |
|                         |          |                   |     |    |   |   |   |   |   |   |     |    |  |  |
| Борац Чачак             | 2015/16. | Суперлига Србије  | 6   | 0  | 1 | 0 | — | — | — | — | 7   | 0  |  |  |
| Борац Чачак             | 2016/17. | Суперлига Србије  | 0   | 0  | — | — | — | — | — | — | 0   | 0  |  |  |
| Борац Чачак             | Укупно   | Укупно            | 6   | 0  | 1 | 0 | — | — | — | — | 7   | 0  |  |  |
|                         |          |                   |     |    |   |   |   |   |   |   |     |    |  |  |
| Металац Горњи Милановац | 2016/17. | Суперлига Србије  | 19  | 1  | 1 | 0 | — | — | — | — | 20  | 1  |  |  |
| Металац Горњи Милановац | 2017/18. | Прва лига Србије  | 24  | 2  | 1 | 0 | — | — | — | — | 25  | 2  |  |  |
| Металац Горњи Милановац | 2018/19. | Прва лига Србије  | 16  | 1  | 0 | 0 | — | — | — | — | 16  | 1  |  |  |
| Металац Горњи Милановац | Укупно   | Укупно            | 59  | 4  | 2 | 0 | — | — | — | — | 61  | 4  |  |  |
|                         |          |                   |     |    |   |   |   |   |   |   |     |    |  |  |
| Бачка Бачка Паланка     | 2018/19. | Суперлига Србије  | 16  | 1  | — | — | — | — | — | — | 16  | 1  |  |  |
|                         |          |                   |     |    |   |   |   |   |   |   |     |    |  |  |
| Инђија                  | 2019/20. | Суперлига Србије  | 16  | 3  | 0 | 0 | — | — | — | — | 16  | 3  |  |  |
|                         |          |                   |     |    |   |   |   |   |   |   |     |    |  |  |
| Нови Пазар              | 2020/21. | Суперлига Србије  | 32  | 4  | 0 | 0 | — | — | — | — | 32  | 4  |  |  |
|                         |          |                   |     |    |   |   |   |   |   |   |     |    |  |  |
| Раднички Ниш            | 2021/22. | Суперлига Србије  | 23  | 2  | 2 | 0 | — | — | — | — | 25  | 2  |  |  |
| Раднички Ниш            | 2022/23. | Суперлига Србије  | 11  | 0  | 0 | 0 | 2 | 0 | — | — | 13  | 0  |  |  |
| Раднички Ниш            | Укупно   | Укупно            | 34  | 2  | 2 | 0 | 2 | 0 | — | — | 38  | 2  |  |  |
|                         |          |                   |     |    |   |   |   |   |   |   |     |    |  |  |
| Каријера                | Каријера | Каријера          | 194 | 18 | 5 | 0 | 2 | 0 | — | — | 201 | 18 |  |  |
|                         |          |                   |     |    |   |   |   |   |   |   |     |    |  |  |